# Town Yetholm
Town Yetholm ist eine Ortschaft im Süden der schottischen Council Area Scottish Borders beziehungsweise in der traditionellen Grafschaft Roxburghshire. Sie liegt rund zehn Kilometer südöstlich von Kelso am linken Ufer des Bowmont Water. Rund drei Kilometer östlich verläuft die schottisch-englische Grenze. Town Yetholm liegt auf einer Höhe von etwa 115 m.
Jean Gordon, die nach 1746 im Eden ertränkt wurde, stammte aus Yetholm. Sie bildete die Vorlage für Meg Merrilees in Walter Scotts Roman Guy Mannering.

## Geschichte
Yetholm besteht aus zwei Ortschaften, dem älteren Kirk Yetholm und dem jüngeren Town Yetholm. Im 12. Jahrhundert hieß die Ortschaft Yetham beziehungsweise Jetham, was „Weiler am Übergang“ bedeutet und auf die Lage im englisch-schottischen Grenzgebiet hinweist. Einst besaß Town Yetholm den Status eines Burghs of Barony. Nordwestlich auf einer Anhöhe befand sich ein Tower House. Es zählte zu den Besitztümern von Andrew Ker of Greenhead und wurde um 1837 abgebrochen.
Yetholm zählte sowohl zu den größten als auch zu den frühesten Siedlungsgebieten der Roma in Schottland. Der früheste Beleg einer Romapopulation in der Region stammt aus dem Jahre 1505. Da sich die Besiedlung in anderen Regionen Schottlands bis in das 15. Jahrhundert zurückverfolgen lässt, dürften auch in Yetholm die Roma früher angekommen sein. Der letzte Romakönig Yetholms, ein Sohn der letzten Königen Esther Faa Blythe, starb kurz nach 1902.
Auf Grund seiner Lage nahe der englischen Grenze wird geschätzt, dass etwa 20 % der Bewohner ihren Unterhalt mit dem Whiskyschmuggel nach England bestritten und dabei bis zu 20.000 £ umsetzten. Spätestens in den 1830er Jahren endeten die Aktivitäten. Am zweiten Mittwoch im Juli fand in Town Yetholm einst ein Schafmarkt statt. Der örtliche Wochenmarkt wurde bereits in den 1880er Jahren nicht mehr durchgeführt.
Im Jahre 1412 wurde am Standort eine Kapelle errichtet, welche der Kelso Abbey unterstellt war. Mit der Hoselaw Chapel erbaute der örtlichen Pfarrer Thomas Leishman ab 1906 eine neue Kapelle am Standort.